# Ligne 165 (Infrabel)
Pour les articles homonymes, voir Ligne 165.
La ligne 165 est une ligne de chemin de fer du réseau ferroviaire belge qui relie Athus à Libramont.
Elle est l'une des composantes (avec la L166 Dinant - Bertrix) de l'itinéraire « Athus-Meuse ». Lui-même s'inscrit dans le corridor fret Anvers - Bâle/Lyon - Suisse/Italie.
Elle appartient au gestionnaire de réseau Infrabel.

## Histoire

### Genèse
Le projet de cette ligne germe en pleine révolution industrielle au départ du bassin industriel transfrontalier (Longwy - Esch-sur-Alzette - Athus), la ligne devait être une alternative à la Ligne du Luxembourg qui était exploitée par le privé, en rejoignant le bassin de Charleroi via Dinant.
Un projet de concession ferroviaire est attribué au début des années 1870 à la Société des bassins houillers du Hainaut de Simon Philipart, qui y voyait là l'opportunité de faire déboucher la production charbonnière des Chemins de fer Prince Henri qui faisait aussi partie du groupe Philipart. Ses contours étaient encore vagues, notamment sur le lieu de franchissement de la Meuse, mais l'ébauche des deux portions de la ligne 150 ainsi que du tracé de la portion sud vers Athus transparaît déjà.
La nationalisation de la Grande Compagnie du Luxembourg, suivie par la faillite des bassins houillers et la nationalisation par le Luxembourg du réseau Prince Henri redistribuèrent les cartes mais les Chemins de fer de l'État belge restaient intéressés par le projet de cette concession, dont la future ligne 166 constituait la partie septentrionale. Elle ouvre par étapes :
- 1878 : Athus - Signeulx
- 1879 : Signeulx - Florenville
- 1880 : Florenville - Bertrix - Gedinne
- 1882 : Bertrix - Libramont

À partir de 1882, les trains peuvent donc circuler de Libramont (sur la ligne du Luxembourg) à Athus.
La portion Bertrix - Gedinne est un prolongement de la ligne qui préfigure la ligne 166 de Bertrix à Houyet et Dinant. Toutefois elle resta une antenne en cul-de-sac pendant 19 ans (de 1880 à 1899).
La partie nord de l'Athus-Meuse (de Gedinne à Dinant) fut réalisée par étapes de 1895 à 1899 tandis que la ligne 150 de Dinant à Tamines fut entamée en 1879 et achevée de 1889 à 1891.
La SNCB, tout juste créée, construira deux nouveaux dépôts à Bertrix (1927) et Latour (1929) ainsi qu'une bifurcation directe (saut-de-mouton) avec la ligne 165 au nord de Libramont (Y Recogne et Y Serpont). Le dépôt de Latour, qui remplaçait des installations plus petites à Virton, était le plus grand des deux avec une remise de 20 voies, une gare de triage avec deux faisceaux de 30 voies et un atelier de réparation pour les locomotives et les wagons. Une boucle de retournement (la raquette) devait relier le dépôt au triage en enjambant la route d'accès et la ligne 165. Toutefois, seuls les ponts (surnommés l'arc de triomphe) furent réalisés, ils ont été démolis dans les années 1970 et 1990.
Jusqu'au milieu des années 1920, un certain nombre de trains venant de la frontière française par Écouviez empruntaient la Ligne 155 jusque Marbehan et continuaient sur la ligne du Luxembourg. La construction de la bifurcation de Libramont fixa ce trafic de transit (essentiellement de la houille du bassin de Briey) sur la ligne 165.
À la même époque, plusieurs projets d'électrification de la ligne du Luxembourg furent proposés et envisageaient généralement d'électrifier la portion sud de la ligne 165 (entre Athus et Virton / Libramont) et (selon les projets) de faire transiter les trains par la ligne 155 (ou par la ligne 165 entre Bertrix et Libramont).
En 1938, ces projets d'électrification furent mis au placard tandis que la SNCB décida de se concentrer sur l'électrification des dessertes omnibus autour de Bruxelles.
En 1940 la nationalisation du Nord-Belge, qui possédait la ligne Namur-Dinant, donna de nouvelles perspectives à l'Athus-Meuse.
La ligne connut son apogée dans l'immédiat après guerre, avec l'arrivée des premières locomotives diesel lourdes des types 202 et 203 (futures séries 52 et 53) au début des années 1960. Celles-ci évinçant les « kriegsloks » à vapeur des types 25 et 26 grâce à leur coûts d'exploitation réduits.
Après l'entrée en vigueur du plan IC-IR de 1984, les gares de la section Athus - Virton n'étaient plus desservies et seuls 5 arrêts étaient encore marqués : Virton, Izel (fermé en 1993), Florenville, Bertrix et Libramont.
Dans les années 1980 et 1990, la ligne est peu à peu délaissée, la crise sidérurgique l'ayant privée de ses principaux clients. Elle fut ainsi l'une des dernières lignes à être exploitée en traction diesel et en signalisation mécanique. Les « increvables » locomotives Diesel des séries 52 et 53 de type CC (6 essieux) assuraient la traction de trains essentiellement destinés à la sidérurgie luxembourgeoise (minerai, charbon et produits semi finis), alors que les antiques autorails des séries 43 et 45 assuraient un service omnibus de moins en moins fourni. Le dépôt de Latour ferma ses portes en 1992 et celui de Bertrix suivit quelques années après.
Dès la fin des années 1980, il était question de ramener cette ligne à voie unique. Cependant, devant la croissance du trafic de conteneurs, la saturation de la ligne 162, dont le relief était pire que celui de l'Athus-Meuse, et l'amortissement prévisible de ses motrices Diesel, la SNCB envisagea alors une rénovation complète de l'Athus-Meuse.
Les travaux, de renouvellement complet des infrastructures liées à un gabarit plus large, dureront plus de 10 ans et on optera pour une électrification en 25 kV. Moins chère à déployer que le 3 kV des autres lignes Belges, cette tension est également identique à celle utilisée à l'extrémité sud de la ligne. En effet, la gare d'Athus a été électrifiée en 25 kV dans les années 1980 au profit des CFL d'abord (Athus étant considéré comme une tête de ligne des trains de voyageurs vers Esch-sur-Alzette et Luxembourg), et de la SNCF ensuite qui venait relayer les diesel belges dans le faisceau d'Athus (et inversement).
Un hiatus électrique subsista plusieurs années sur la courte section 3 kV entre Libramont et l'écluse électrique de Recogne. Cette ligne n'est en effet utilisée que par les autorails (diesel) de la série 41 qui assurent la desserte voyageurs de la ligne. Le hiatus est désormais comblé et la desserte est assurée en automotrice AM08.
En 2007-2008, le trafic fret décroît. Plusieurs opérateurs logistiques ont en effet manifesté une préférence pour un itinéraire alternatif (via Aix-la-Chapelle) pour relier la Belgique à la Suisse ou l'Italie. Cette tendance est aggravée par la crise économique de 2009.

## Le nœud ferroviaire d'Athus - Aubange (Rodange - Mt St Martin)

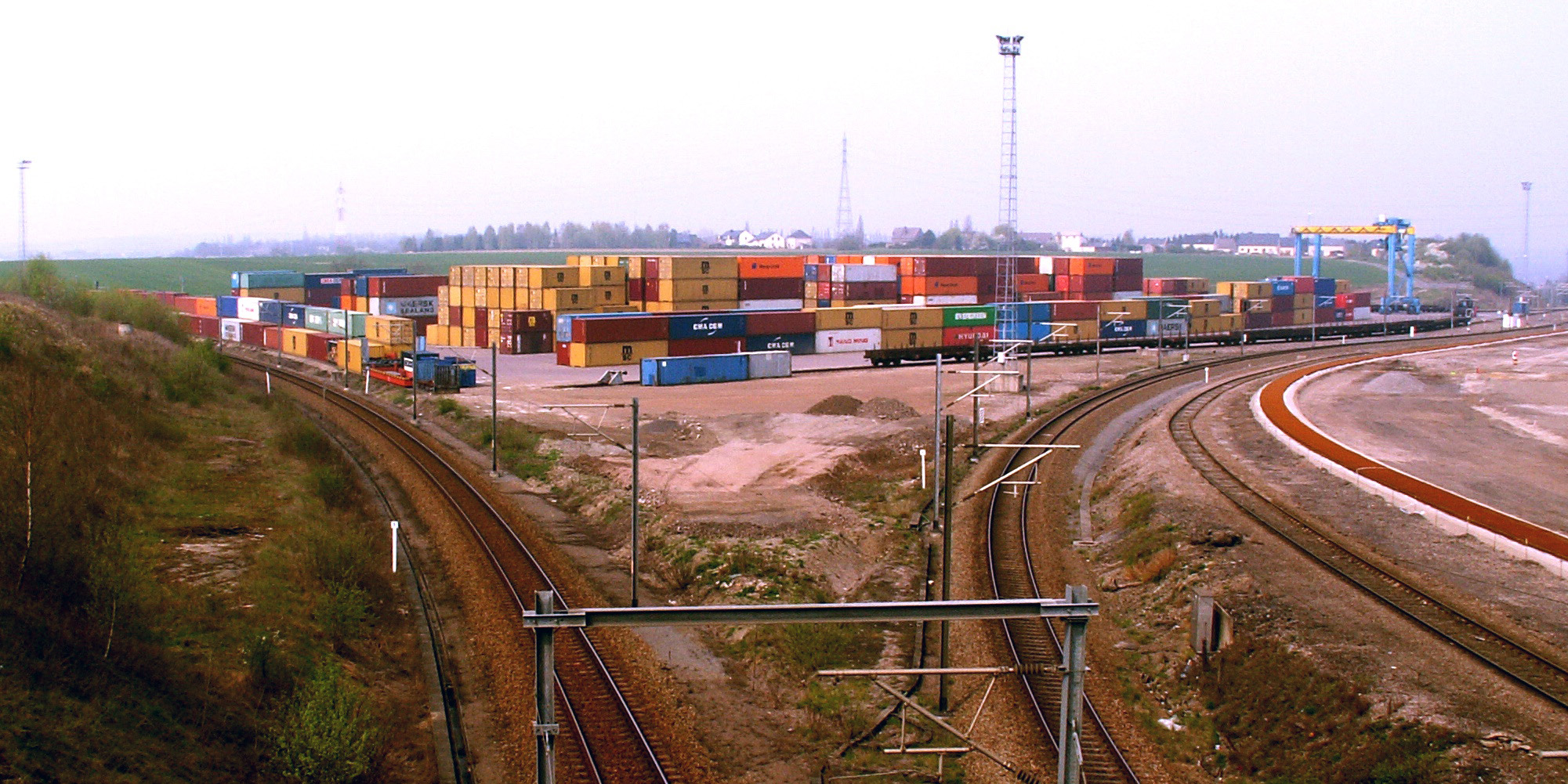
Le nœud ferroviaire d'Athus et son terminal conteneurs, configuration en vigueur en 2009, ayant évolué depuis la pose du raccordement 165/3.

À l'occasion de cette remise à niveau complète, la configuration du nœud ferroviaire d'Athus a été adaptée : 
- une courbe de raccordement Aubange - Rodange à voie unique (L 165/1) est mise en place afin d'éviter aux trains venant de Belgique vers le Luxembourg un changement de front à Athus. Les diesel belges et luxembourgeoises - exploitées en pool - roulaient de Ronet (Namur) jusqu'au installations des clients luxembourgeois ou au triage de Bettembourg sans changement de locomotive ; afin de pouvoir poser cette courbe, la section transfrontalière de la ligne 167 : Athus - Mont-Saint-Martin est déferrée en 1993, soit 5 ans après avoir été électrifiée (les rares relais de traction subsistant vers la France se faisant à Rodange (L) ;
- un terminal multimodal rail - route (« dry port »): le terminal conteneurs d'Athus, s'est étendu dans le triangle ferré Athus - Aubange - Rodange) (en 2008, il n'est pas desservi par des trains de la L 165 mais via Arlon) ;
- Ensuite, en 2004, une partie de la section déferrée en direction de la France est réutilisée comme Ligne 165/2 et connectée à la ligne 165 vers Virton / Dinant afin de proposer un itinéraire « bis » entre Namur et Metz/Bâle. En effet, le sillon mosellan (Luxembourg - Thionville - Dijon) utilisé jusqu'alors en aval de l'Athus-Meuse atteint progressivement la saturation, notamment à la suite de l'augmentation du trafic des navetteurs qui vont travailler en train au Luxembourg. Ainsi, en venant de l'Athus-Meuse (Dinant, Virton), les deux voies sont fusionnées avant de donner accès aux trois directions : Athus, Rodange (L) ou Mont-Saint-Martin (F), ce qui constitue de facto un goulot d'étranglement.
- Dès septembre 2021, la jonction directe entre Athus et Mont-Saint-Martin sera à nouveau possible, en suivant un tracé sinueux reliant plusieurs courbes du quadrilatère d'Athus. La nouvelle connexion 165/3 est placée entre d'une part la convergence de la ligne 167 (tronçon Athus - Rodange) avec le raccordement 165/1 (tronçon Aubange - Rodange) et d'autre part le raccordement 165/2 (Aubange - Mont-Saint-Martin) existant. Les rayons de courbures des tronçons connexes sont resserrés afin de libérer suffisamment de place pour ce nouveau raccordement[4].

## Utilisation

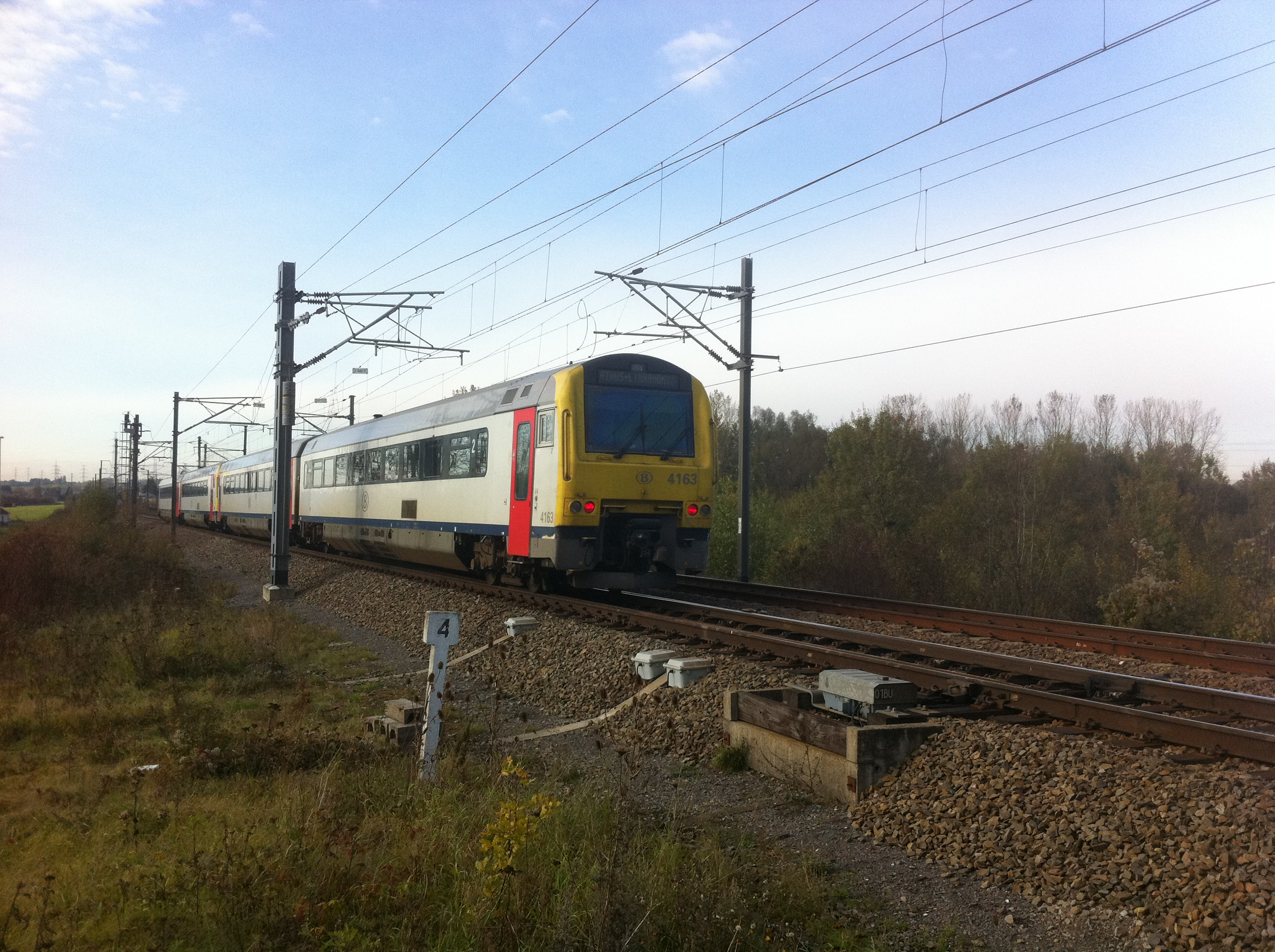
Un autorail série 41 un peu avant Aubange.

Outre les trains de fret de l'Athus - Meuse, assurés par les locomotives polycourant de la série 13, le trafic de la ligne 165 est composé :
- d'une relation voyageurs omnibus Libramont - Bertrix - Virton - Athus (- Arlon)
  - Cette desserte fut suspendue entre Virton et Athus / Arlon à l'occasion de l'application du plan IC-IR de la Sncb de 1984. Plusieurs gares intermédiaires sont fermées (ne subsistent alors que Bertrix et Florenville). L'horaire de ces trains est cadencé avec une fréquence toutes les deux heures.
  - Après l'électrification de la ligne et vu la demande de mobilité vers Luxembourg, ces trains sont prolongés depuis 2006 (en semaine uniquement) vers Athus et Arlon via la (L 167). Le réaménagement des haltes intermédiaires de Halanzy et Aubange ne permettra leur exploitation qu'en 2007.
  - Entre 2006 et 2012, ces trains furent assurés par des autorails diesel de la série 41 de la SNCB qui faisaient incursion sur le réseau des Chemins de fer Luxembourgeois à Rodange où ils assurent une correspondance avec les trains Luxembourg - Rodange (prolongés éventuellement sur Longwy).
  - Depuis l'horaire de décembre 2012, la correspondance avec les Trains CFL ne se fait plus à Rodange mais à Athus. En effet, d'une part la dérogation assurée au matériel SNCB pour desservir Rodange a expiré à la suite de l'installation à bord des autorails SNCB du système de signalisation belge TBL 1+, d'autre part la mise en service des automotrice Desiro ML sur cette relation ne permet pas cette incursion en terre luxembourgeoise car ce matériel n'est initialement pas homologué sur le réseau CFL. Par ailleurs, la gare de Rodange ne compte que 3 voies à quai, et une augmentation du trafic est prévue à la suite de la mise à double voie de la ligne Pétange - Luxembourg, ce qui augmentera aussi la desserte de la gare d'Athus qui est tête de ligne de cette relation. De ce fait, le temps de parcours entre Virton et Arlon se réduit de 10 minutes mais cela augmentera d'autant la durée de voyage des navetteurs gaumais en correspondance vers Luxembourg[5] ;
  - En 2014, le plan de transport trisannuel de la SNCB rogne sur l'offre avec la suppression des premiers et derniers trains de la ligne.
  - En 2017, le plan de transport suivant instaure la cadence horaire. De plus, les liaisons Athus-Libramont et Arlon-Virton sont remplacées par les liaisons Arlon - Athus - Libramont et Arlon - Libramont. Les trains SNCB venant d'Arlon et de Libramont sont coordonnés aux cadences CFL (2 fois par heure) en gare d'Athus.
  - En 2020, le nouveau plan de transport instaure la prolongation des trains Libramont - Virton jusqu'à Athus et Arlon à la fréquence d'un toutes les deux heures les week-ends et jours fériés. La modification n'entre en application qu'en juin 2021 en raison d'un chantier sur la Ligne 167 à Athus.
- de plusieurs paires de trains de pointe entre Virton et Rodange (prolongés vers Luxembourg via Esch sur Alzette, qui n'était donc pas le tracé le plus court), assurés généralement par du matériel CFL (Automotrice série 2200 ou rame tractée à double étage). Cette desserte initiée en 2006 prend fin en 2019, à nouveau à la suite de soucis d'incompatibilité des systèmes de sécurité. Les navetteurs qui avaient précédemment le choix entre une rupture de charge à Rodange ou un trajet plus long, doivent de ce fait tenir compte d'une rupture de charge à Athus sans allongement notable de la durée du trajet, mais surtout une réduction de l'offre avec correspondances optimisées (pour un temps de trajet d'une heure entre les gares de Virton et de Luxembourg) qui passe de quatre à deux trains durant l'heure de pointe[6];
- de quelques trains de fret locaux, assurés au départ d'Athus (depuis la fermeture du triage et du dépôt de Stockem (Arlon)) à destination du terminal conteneurs d'Athus, de l'usine de pâte à papier d'Harnoncourt (près de Virton) ou du chantier de démolition eCore (anciennement Recylux / Soluxtrafer / Paridans) à Aubange.

## Projets futurs
Après son électrification et la réouverture au trafic passager de la partie sud de la ligne, deux projets principaux sont évoqués : le nœud ferroviaire d'Aubange est - au même titre que le pont sur la Meuse à Anseremme et l'un ou l'autre tunnel sur la ligne 166 - constitue l'un des goulots d'étranglement de l'Athus-Meuse. Une solution permettant de mieux fluidifier le trafic devra être envisagée si la fréquentation de la ligne augmente ; plusieurs gares non desservies entre Athus, Virton et Florenville pourraient être rouvertes pour compenser l'engorgement progressif du réseau routier luxembourgeois aux heures de pointe. En effet, les gares d'Aubange, d'Halanzy et Messancy sont à nouveau desservies depuis 2008.
L'association de défense du rail Les amis du rail d'Halanzy suit de très près ces projets et se positionne régulièrement en défenseur de la ligne et du rail dans le luxembourg belge en général.